# Церковски
Церковски (болг. Церковски) — село в Бургасской области Болгарии. Входит в состав общины Карнобат. Находится примерно в 10 км к юго-западу от центра города Карнобат и примерно в 49 км к западу от центра города Бургас. По данным переписи населения 2011 года, в селе  проживало 182 человека.

## Население
| Год     | 1934 | 1946 | 1956 | 1965 | 1975 | 1985 | 1992 | 2001 | 2011 |
| ------- | ---- | ---- | ---- | ---- | ---- | ---- | ---- | ---- | ---- |
| Жителей | 833  | 1037 | 1182 | 932  | 628  | 365  | 317  | 280  | 182  |

| Национальность | Человек | Процент |
| -------------- | ------- | ------- |
| болгары        | 169     | 92,86%  |
| турки          | 4       | 2,2%    |
| цыгане         | 6       | 3,3%    |
| другие         | 3       | 1,65%   |
| Всего ответов  | 182     |         |

|  |